# Udóbnoie (Kursk)
|  | Per a altres significats, vegeu «Udóbnoie». |

Udóbnoie (en rus: Удобное) és un poble de l'óblast de Kursk, a Rússia, que en el cens del 2010 tenia 244 habitants. Pertany al districte rural de Gorxétxnoie.